# Praktbarb
Praktbarben (Pethia conchonius, syn. Puntius conchonius) lever i stim i mindre vattendrag över stora delar av Indien, Afghanistan, Pakistan, Nepal samt Bangladesh, i Ganges, Brahmaputra och Indus flodsystem samt i andra floder i regionen.
Honorna är silverfärgade, hanar i lekdräkt rosenröda med svart ytterkant på ryggfenan. Den är en livlig och fredlig akvariefisk som bör helst vistas i stim. Praktbarben kan mycket väl klara sig ensam men mår bättre psykiskt av att leva i stim. Stimmet bör då innehålla 3–6 individer.
Praktbarben bör helst inte vistas i för varmt vatten med värmekrävande fiskarter, praktbarben föredrar temperaturer mellan 18 och 23 grader. Praktbarben kräver delvis mycket simyta och en del gömställen samt växter.
Alla barb-arter äter gärna sin egen rom och därför måste bottnen täckas med grova kiselstenar eller ett lekraster som äggen kan falla ner genom för att inte bli uppätna. Lekupptakten börjar med uppvaktning av honan och åtskilliga skenparningar äger rum. Äggens antal uppgår till ett hundratal och romkornen häftar fast vid växterna. Efter leken flyttas föräldradjuren bort och ungarna kläcks efter cirka 30 timmar.
Individerna blir könsmogna vid en längd av 6 cm och de blir upp till 14 cm långa.
För beståndet är inga hot kända och hela populationen anses vara stor. IUCN listar arten som livskraftig (LC).